# Kristian Hansen Kofoed
Kristian Hansen Kofoed, aussi connu comme K. H. Kofoed, (11 mars 1879 à Østermarie Sogn (da) (Danemark) - 14 mai 1951 à Gentofte) est un homme politique danois, membre du Parti social-libéral, ancien ministre des Finances et ancien député au Parlement (le Folketing).

## Biographie
Kristian Hansen Kofoed, fils d'un agriculteur, est né le 11 mars 1879 à Østermarie Sogn (da) sur l'île de Bornholm au Danemark,. Il est diplômé en biologie, passe un diplôme d'enseignant à Rønne puis le concours de la fonction publique. Il commence sa carrière professionnelle comme enseignant de géographie et d'histoire naturelle dans des écoles privées de Copenhague.

### Entrée au Ministère des Finances
Il est élu député au Folketing, le Parlement danois pour le Parti social-libéral danois (parti radical de gauche) de 1913 à 1920,. À partir de 1916, il siège aux commissions de négociation salariale avec la centrale syndicale. En 1922, il propose de nouvelles coupes budgétaires dans l'administration. Lorsqu'il perd son poste de député, le ministre des Finances Carl Valdemar Bramsnæs, le nomme en 1924, secrétaire permanent au ministère des Finances,,,. Sa nomination a suscité une controverse, car ce poste avait été occupé par des personnalités apolitiques diplômées en droit. Une pétition a même été lancée réclamant au ministre de ne pas le nommer. L'hostilité à son égard est due en partie à son absence de diplôme en droit mais aussi à sa conduite des négociations salariales contre les délégués des administrations centrales avant 1924 faisant de lui un adversaire de longue date du secrétaire de l'Union centrale ministérielle Aage Sachs. Il reste en poste et devient dès lors un fonctionnaire influent,.

### Ministre des Finances
Pendant l'occupation du Danemark par l'Allemagne nazie et suite à la crise des télégrammes, les Allemands exigent la nomination d'un nouveau ministre des Finances moins marqué politiquement. Suite à cette demande, Kofoed est nommé, contre son gré, ministre des Finances au sein du cabinet du Premier ministre Erik Scavenius, en remplacement d'Alsing Andersen. Kofoed occupe ce poste effectivement jusqu'au 29 août 1943 lorsque le gouvernement Scavenius démissionne. Le roi ayant refusé celle-ci, Kofoed reste officiellement en fonction jusqu'au 5 mai 1945, date à laquelle H. C. Hansen fut nommé ministre des Finances.
Il meurt le 14 mai 1951.